# برلمان المملكة المتحدة
برلمان المملكة المتحدة (بالإنجليزية: Parliament of the United Kingdom)‏ هو السلطة التشريعية العليا للملكة المتحدة وملحقات التاج البريطاني وأقاليم ما وراء البحار البريطانية. يملك برلمان المملكة المتحدة وحده السيادة التشريعية، وبالتالي يملك السلطة على كل الهيئات السياسية الأخرى في المملكة المتحدة وأقاليم ما وراء البحار. يتكون البرلمان من مجلسين، لكنه مقسم إلى ثلاث أجزاء، والتي تتكون من السلطة الملكية (التاج في البرلمان)، ومجلس اللوردات، ومجلس العموم. ينعقد المجلسان في قصر وستمنستر بمدينة وستمنستر، وهي إحدى المناطق الإدارية بالعاصمة لندن.
يتكون مجلس اللوردات من نوعين من الأعضاء: اللوردات الروحانيون، وهم في المعظم من كبار أساقفة كنيسة إنجلترا، واللوردات الدنيويون، الذين يكونون في الغالب نبلاء معينين من قبل الملك، إضافة إلى 92 من النبلاء المتوارثين، الذين يملكون العضوية إما بفضل تقلدهم منصبًا ملكيًا، أو بانتخابهم من رفقائهم من النبلاء المتوارثين. قبل أن تفتح المحكمة العليا في أكتوبر 2009، كان مجلس اللوردات يؤدي دورًا قضائيًا من خلال قانون اللوردات.
مجلس العموم هو غرفة منتخبة مكونة من 650 عضوًا فرديًا، وتجري الانتخابات مرة على الأقل كل خمس سنوات وفقا لنظام الفوز للأكثر أصواتًا. ينعقد المجلسان في غرف منفصلة في قصر وستمنستر. وبموجب مواثيق الدستور، فإن كل وزراء الحكومة، ومن بينهم رئيس الوزراء، هم أعضاء في مجلس العموم، أو بنحو أقل شيوعًا أعضاء في مجلس اللوردات، ومن ثم فهم مسؤولون أمام الأفرع المختصة للسلطة التشريعية. يعتبر معظم من هم في مجلس الوزراء أعضاء في مجلس العموم، بينما يمكن للوزراء الحديثين أن يكونوا من أي من المجلسين.
تشكل برلمان بريطانيا العظمى عام 1707، عقب التصديق على معاهدة الاتحاد وفقًا لقانونيّ الاتحاد التي مررت من قبل برلمان إنجلترا وبرلمان اسكتلندا، ويذكر قانونا الاتحاد هذين أن «تمثيل المملكة المتحدة لبريطانيا العظمى مهمة نفس البرلمان الوحيد الذي سيلقب ببرلمان بريطانيا العظمى». وفي مطلع القرن التاسع عشر، توسع البرلمان بفعل قوانين الاتحاد التي صدق عليها برلمان بريطانيا العظمى وبرلمان أيرلندا التي ألغت الأخير وأضافت 100 برلماني أيرلندي و32 لوردًا للأول من أجل تشكيل برلمان المملكة المتحدة لبريطانيا العظمى وأيرلندا. كان القانون الملكي والبرلماني للألقاب لعام 1927 قد عدل الاسم إلى «برلمان المملكة المتحدة لبريطانيا العظمى وأيرلندا الشمالية»، وذلك بعد 5 أعوام من انفصال الدولة الأيرلندية الحرة.
ومع التوسع العالم للإمبراطورية البريطانية، فإن برلمان المملكة المتحدة قد شكل الأنظمة السياسية للعديد من الدول بوصفها مستعمرات سابقة، وبذلك فقد سمي «أم البرلمانات».
نظريًا، تخول السلطة التشريعية العليا في المملكة المتحدة رسميًا إلى التاج في البرلمان. ومع ذلك فإن التاج يتصرف في المعتاد بمشورة رئيس الوزراء، وتقتصر قوى مجلس اللوردات على تأجيل التشريعات فحسب؛ وعليه فإن السلطة مخولة فعليًا إلى مجلس العموم.

## تاريخ

### برلمان المملكة المتحدة لبريطانيا العظمى وأيرلندا

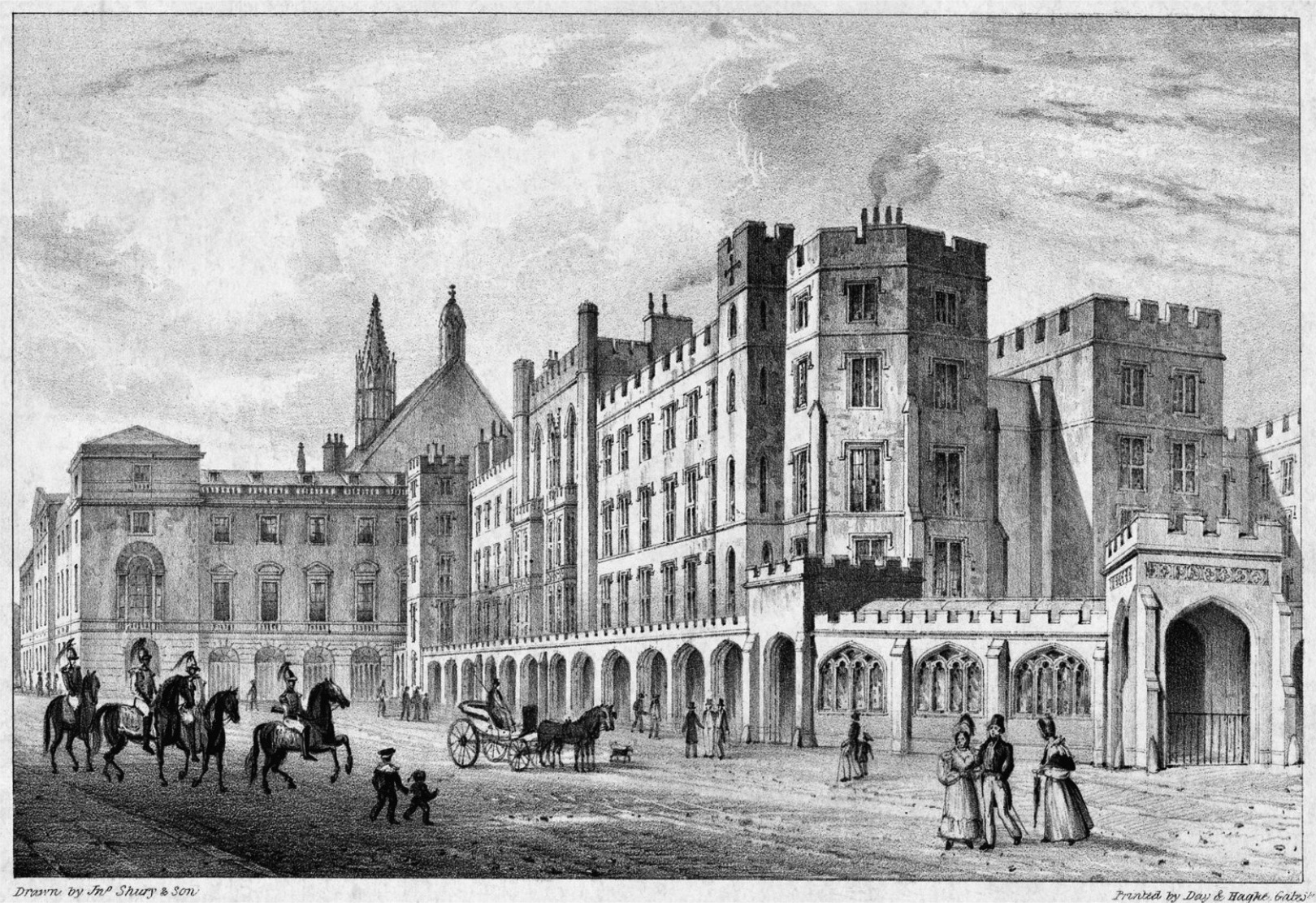
صورة مطبوعة لقصر وستمنستر، قبل احترقه في عام 1834.

شكلت المملكة المتحدة لبريطانيا العظمى وأيرلندا في 1 يناير 1801، إذ اندمجت ممالك بريطانيا العظمى وأيرلندا بموجب قوانين الاتحاد لعام 1800. ولم تكن المسؤولية الوزارية للمجلس الأدنى قد طورت حتى حلول القرن التاسع عشر – فقد كان مجلس اللوردات أعلى من مجلس العموم نظريًا وعمليًا. وكان أعضاء مجلس العموم ينتخبون بنظام انتخابي قديم، وشمل النظام دوائر انتخابية متباينة بشدة في أحجامها. وبذلك فقد كان بمقدور منطقة أولد ساروم الإدارية بناخبيها السبعة انتخاب عضوين، تمامًا كما كان بمقدور منطقة دنويتش الإدارية التي كانت قد اختفت بالكامل تقريبًا في البحر إثر تآكل أرضها.
كانت هناك العديد من الدوائر الانتخابية الصغيرة، التي لقبت بمناطق الجيب الإدارية أو المناطقة الإدارية المتعفنة، وتحكم فيها أعضاء مجلس اللوردات، الذين ضمنوا انتخاب أقاربهم ومؤيديهم. وخلال إصلاحات القرن التاسع عشر، وبدءًا من قانون الإصلاح لعام 1832، فقد جرى تنظيم النظام الانتخابي لمجلس العموم تدريجيًا. ولأن أعضاء مجلس العموم لم يعودوا معتمدين على مجلس اللوردات للحصول على مقاعدهم، فقد أصبحوا أكثر حزمًا.
أعيد التأكيد على سيادة مجلس العموم البريطاني في أوائل القرن العشرين. وفي عام 1909، مرر مجلس العموم ما أطلق عليه «موازنة الشعب»، الذي تسبب في عدد كبير من التغييرات للنظام الضريبي، والتي كانت ألحقت الضرر بملاك الأراضي الأثرياء. رفض مجلس اللوردات، الذي كان معظمه من ملاك الأراضي الأقوياء، تلك الموازنة. وبناءً على شعبية الموازنة التي تجاوزت شعبية اللوردات، فقد فاز الحزب الليبرالي بفارق ضئيل في انتخابات 1910.
وباستخدام تلك النتيجة كتفويض، قدم رئيس الوزراء الليبرالي، إتش. إتش. أسكويث، مشروع قانون برلماني سعى لتقييد سلطات مجلس اللوردات. (ولم يعد تقديم بند ضريبة الأراضي لموازنة الشعب). ولما رفض اللوردات تمرير مشروع القانون، رد أسكويث بوعد انتزعه سرًا من الملك قبل الانتخابات العامة الثانية في عام 1910 وطلب العون من بضع مئات من الأعضاء الليبراليين، وذلك لمحو الأغلبية المحافظة في مجلس اللوردات. وفي وجه مثل ذلك التهديد، مرر مجلس اللوردات القانون بفارق ضئيل.
منع القانون البرلماني لعام 1911 اللوردات من حجب مشروع قانون المال (مشروع قانون يتعلق بالضرائب)، وسمح لهم بتأجيل أي مشروع قانون آخر بمدة أقصاها 3 جلسات (وقد خفضت إلى جلستين في عام 1949)، وبعد ذلك يصبح ما يعترضون عليه قانونًا. غير أنه وبغض النظر عن قوانين عامي 1911 و1949 البرلمانية، فإن مجلس اللوردات احتفظ دائمًا بسلطة غير مقيدة للاعتراض صراحة على أي مشروع قانون يحاول إطالة عمر أحد البرلمانات.

### برلمان المملكة المتحدة لبريطانيا العظمى وأيرلندا الشمالية
شكل قانون حكومة أيرلندا لعام 1920 برلماني أيرلندا الشمالية وأيرلندا الجنوبية، وقلل من تمثيل كليهما في وستمنستر. زاد عدد مقاعد أيرلندا الشمالية مرة أخرى بعد إدخال الحكم المباشر في عام 1973. أصبحت الدولة الأيرلندية الحرة مستقلة في عام 1922، وفي عام 1927 أعيدت تسمية برلمان المملكة المتحدة لبريطانيا العظمى وأيرلندا الشمالية.
أجري المزيد من الإصلاحات على مجلس اللوردات في القرن العشرين. وقد سمح قانون النبلاء المعينين لعام 1958 باستحداث منظم لمنزلات النبلاء المعينين. وبحلول ستينات القرن العشرين، كان الاستحداث المنظم لمنزلات النبلاء المتوارثين قد توقف؛ وبعد ذلك، أصبح جميع النبلاء الجدد تقريبًا من المعينين.